# Metliedje
Metliedje  is een single van Herman van Veen. Het is exact wat het fonetisch ook is, een kleine medley.
Metliedje is een samenraapsel van Van Veens liedjes Spetter Pieter Pater, Alfreds verjaardag, De peppil en Zo vrolijk, liedjes uit het oeuvre behorend bij Alfred Jodokus Kwak. 
De B-kant Dansliedje is afkomstig van Van Veens album Rode wangen. 
Het hoesontwerp kwam van Harald Siepermann (1962-2013) en Hans Bacher.
De Nederlandse Top 40, Nederlandse Single Top 100, de Belgische BRT Top 30 en de Vlaamse Ultratop 30 werden niet bereikt.